# Jaclyn Ngan
Jaclyn Ngan (* 12. November 1986 in San Francisco, Kalifornien) ist eine US-amerikanische Schauspielerin.

## Leben und Karriere
Die gebürtige Kalifornierin Jaclyn Ngan ist Filipino-Chinesisch-Spanischer Herkunft. Bekannt wurde sie durch die Rolle der Kambodschanerin Sindy in ihrem Debütfilm Freedom Writers neben Hilary Swank aus dem Jahr 2007. Sie wirkt seitdem in Kurzfilmen und Episodenrollen von Fernsehserien mit. Jaclyn Ngan verwendet zeitweilig den Alternativnamen Jackie Ngan.

## Filmografie
- 2007: Freedom Writers
- 2008: Eleventh Hour – Einsatz in letzter Sekunde (Fernsehserie; Episode Frozen)
- 2011: The Takedown (Kurzfilm)
- 2011: The Nine Lives of Chloe King (Fernsehserie; Episode All Apologies)
- 2011: Goodbye (Kurzfilm)
- 2012: Double Wide Blues